# 纳维德·雷扎埃法尔
纳维德·雷扎埃法尔（波斯語：‎，1996年8月23日—），伊朗男子篮球运动员，2014年亞洲U18青年籃球錦標賽银牌得主、2017年亞洲盃籃球賽银牌得主、2018年亚洲运动会男子篮球银牌得主。